# Atsuhiro Miura
Atsuhiro Miura (jap. 三浦淳宏 Miura Atsuhiro; ur. 24 czerwca 1974 w mieście Ōicie) – japoński piłkarz występujący na pozycji pomocnika. Były reprezentant kraju.

## Kariera reprezentacyjna
Miura w reprezentacji zadebiutował w 1999 r. W tym samym roku uczestniczył wraz z drużyną narodową w turnieju Copa America w Paragwaju, gdzie Japonia wystąpiła gościnnie. Już rok później święcił mistrzostwo Azji, wyczyn ten powtórzył w 2004 r. Atsuhiro dwukrotnie uczestniczył także w Pucharze Konfederacji – w 2001 i 2005 r.